# 齐克弗里特·库赫塔
齐克弗里特·库赫塔（波蘭語：Zygfryd Kuchta，1944年1月5日—），波兰男子手球运动员。他曾代表波兰参加1972年和1976年夏季奥林匹克运动会手球比赛，其中1976年奥运会获得一枚铜牌。